# Kim Il-chol
Kim Il-chol (hanja: 金鎰喆, hangul: 김일철), född 1933 i Pyongyang, död i september 2023, var en nordkoreansk marinofficer och politiker. Han tjänstgjorde som Nordkoreas försvarsminister 1997–2009.